# Gare de Kōhoku
La gare de Kōhoku (江北駅, Kōhoku-eki) est une gare ferroviaire du bourg de Kōhoku, dans la préfecture de Saga au Japon. Elle est exploitée par la compagnie JR Kyushu.

## Situation ferroviaire
La gare de Kōhoku est située au point kilométrique (PK) 39,6 de la ligne principale Nagasaki. Elle marque le début de la ligne Sasebo.

## Histoire
La gare a été inaugurée le 5 mai 1895 sous le nom de Yamaguchi (山口). Appelée Hizen-Yamaguchi (肥前山口) à partir de 1913, elle adopte son nom actuel en 2022.

## Service des voyageurs

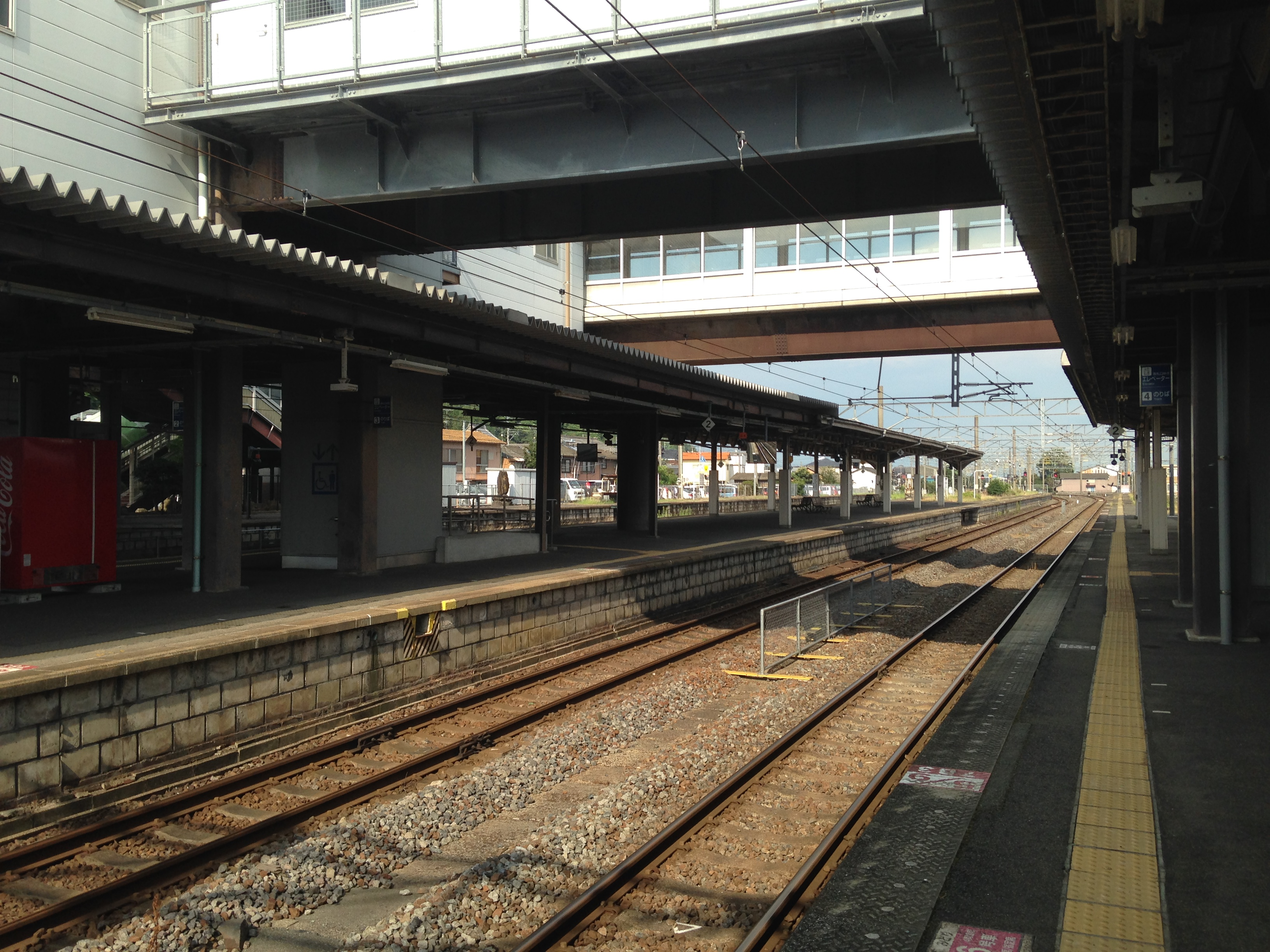
Vue des quais.

### Accueil
La gare dispose d'un bâtiment voyageurs ouvert tous les jours, avec des guichets et des automates pour l'achat de titres de transport.

### Desserte
- Ligne principale Nagasaki :
  - voies 1, 2, 3 et 5 : direction Tosu et Hakata
  - voies 1, 3, 4 et 5 : direction Isahaya et Nagasaki
- Ligne Sasebo :
  - voies 1, 2, 3 et 5 : direction Takeo-Onsen, Haiki, Sasebo et Huis Ten Bosch